# ݧ
Nūn deux points souscrits ‹ ݧ › est une lettre additionnelle de l’alphabet arabe utilisée dans l’écriture de plusieurs langues africaines et du tamoul arwi. Elle est composée d’un nūn ‹ ن › diacrité de deux points souscrits.

## Utilisation
Dans plusieurs ajami utilisés pour écrire des langues d’Afrique de l’Ouest ou leurs normalisations dont l’alphabet national du Tchad et les caractères coraniques harmonisés du Sénégal, ‹  ݧ › représente une consonne nasale palatale voisée [ɲ]. Au Cameroun, elle est représentée avec le yā point suscrit ‹ ࢩ ›, avec lequel elle partage ses formes initiale ‹ ݧـ › et médiale ‹ ـݧـ ›.
En tamoul écrit avec l’arwi, ‹ ݧ › représente une consonne nasale palatale voisée [ɲ].

## Représentation informatique
| formes | représentations | chaînes de caractères | points de code | descriptions                           |
| ------ | --------------- | --------------------- | -------------- | -------------------------------------- |
| lettre | ݧ               | ݧ                     | U+0767         | lettre arabe noûn deux point souscrits |
| lettre | ݔ               | ݔ                     | U+0754         | lettre arabe ba' deux point souscrits  |